# Notodysiferus dhondtae
Notodysiferus dhondtae is een zachte koraalsoort uit de familie Alcyoniidae. De koraalsoort komt uit het geslacht Notodysiferus. Notodysiferus dhondtae werd in 2003 voor het eerst wetenschappelijk beschreven door Alderslade. 